# Трошемил
Трошемил (порт. Trouxemil) — район (фрегезия) в Португалии, входит в округ Коимбра. Является составной частью муниципалитета Коимбра. Находится в составе крупной городской агломерации Большая Коимбра. По старому административному делению входил в провинцию Бейра-Литорал. Входит в экономико-статистический субрегион Байшу-Мондегу, который входит в Центральный регион. Население составляет 2999 человек на 2001 год. Занимает площадь 7,81 км².
Покровителем района считается Иаков Зеведеев (порт. São Tiago Maior).